# Клетников, Ефтим
Ефтим Клетников (макед. Ефтим Клетников; р. 1946) — македонский поэт, переводчик.

## Биография
Ефтим Клетников родился в 1946 году.
Переводил на македонский язык Велимира Хленикова, Геннадия Айги.

## Награды и премии
- Международная отметина имени отца русского футуризма Давида Бурлюка[3]